# Jacques Dubois (médecin)
Pour les articles homonymes, voir Dubois, Jacques Dubois et Sylvius.
Jacques Dubois, très souvent appelé de son nom latin Jacobus Sylvius, né en 1478, à Lœuilly,, près d'Amiens, mort le 13 janvier 1555, est un médecin et anatomiste français. Il est l'auteur de la première grammaire française parue en France.

## Biographie
Jacques Dubois est le fils d'un ouvrier pauvre, c'est le septième des 15 enfants d'un père camelot, Nicolas Dubois.
Son frère aîné François (troisième né) fréquenta plusieurs collèges parisiens avant de devenir le principal du collège de Tournai. Il fait venir à Paris ses frères Jacques et Jean (huitième né, qui deviendra chanoine d'Amiens) pour se charger de leur éducation.
Jacques Dubois étudie d'abord les arts libéraux au collège de Tournai. En plus du latin, dont il acquiert une maîtrise remarquable, il apprend le grec, et même l'hébreu auprès de François Vatable  . Il étudie les mathématiques auprès de Lefèvre d'Etaples. Parmi ses maîtres, on trouve aussi Guillaume Budé et Lazare de Baïf. Il s'oriente ensuite vers la médecine ; il étudie l'anatomie avec Jean Tagault.
Dubois se met à enseigner la médecine sans être docteur ; cela lui attire les foudres de la faculté de médecine. À part ce fait, les sources divergent beaucoup sur les études de médecine faites par Dubois. Il est immatriculé à la faculté de médecine de Montpellier le 22 novembre 1529, à 51 ans ; l'année suivante, selon Jean Astruc, il devient docteur de Montpellier, certains élèves pouvant abréger leurs études, notamment ceux provenant d'autres écoles.
De retour à Paris, il obtient un baccalauréat de la faculté de médecine de cette ville en 1531. En 1535, lui et Fernel (qui, au collège de Cornouailles, enseignait également hors faculté) reçoivent la licence d'enseigner la médecine.
Sylvius est l'un des médecins les plus réputés de son époque. Travailleur, éloquent et influent, il a beaucoup plus d'étudiants (400 ou 500) que, par exemple, Jean Fernel ; « cette différence venait de ce que Sylvius faisait des dissections, enseignait la préparation des remèdes, et démontrait les plantes ; ce que Fernel ne faisait pas ». Il enseigne au collège de Tréguier et succède à Guido Guidi (Vidus Vidius) au Collège royal en 1553.

Dubois ne s'est jamais marié. Il était singulier par son avarice, qu'on a rapportée à ses origines humbles et à son enfance dans la misère. Il ne donnait ses cours qu'à la condition d'être payé d'avance. Les étudiants dont il exigeait un paiement strict ont pu noircir sa réputation. Par exemple, le jour de ses funérailles fut éclaboussé par un scandale : on trouva sur sa tombe l'épitaphe suivante :
« Ci-gît Sylvius qui, de son vivant, ne donna jamais rien pour rien. Mort, il se désole encore qu'on puisse lire cette ligne gratis. »
Jacques Goupil lui succède à la chaire royale en médecine,.

## Contributions

### Médecine
L'université de Paris est, au XVIe siècle, le centre de renaissance du galénisme, celui du galénisme basé sur les textes originaux de Galien lui-même (retour aux sources). Ce galénisme antique cherche à purifier le galénisme médiéval, fait de commentaires et de savoirs intermédiaires (scolastique, médecine arabe). Dubois est l'un des maîtres de cette période, défenseur du Galien original contre les arabistes, et aussi contre les anatomistes modernes, dont son propre élève André Vésale.

#### Anatomie
Dubois est d'abord professeur d'anatomie, pratiquant ses propres dissections. Il fait entièrement confiance à l'anatomie de Galien, qu'il considère comme une vérité supérieure. Lorsque son ancien élève Vésale publie sa Fabrica (1543) fondant l'anatomie moderne, il réplique en écrivant que le vrai corps humain est celui du temps de Galien, et qu'il s'est dégénéré depuis.
Dubois s'oppose aux illustrations de Vésale, considérant que l'image est inutile et néfaste. Aux yeux des médecins historiens du XIXe siècle et du début du XXe siècle, Dubois est coupable d'avoir fait un jeu de mots indigne contre Vesalius (Vésale) en l'appelant Vesanius (pour vésanie, terme désignant l'état des fous et insensés).
Toutefois, Dubois est le premier à introduire une nomenclature anatomique, en particulier pour désigner les muscles,. Il distingue muscle volontaire et muscle involontaire. Le muscle carré plantaire portait le nom de « chair carrée de Sylvius ». Il fait la première description de la valvule semi-lunaire de la veine cave inférieure improprement appelée valvule d'Eustache. Il a bien décrit l'os sphénoïde. L'osselet de Sylvius ou apophyse lenticulaire est une partie de l'enclume, dans la chaîne des osselets.
Il décrit aussi une technique d'injection de colorants. Il étudie les ventricules cérébraux par des coupes sagittales et transversales, méthode qui sera reprise par Vésale. Ici, Jacobus Sylvius (Jacques Dubois) ne doit pas être confondu avec Franciscus Sylvius (Franciscus de le Boë), du siècle suivant. Les appellations toujours bien connues : aqueduc de Sylvius, scissure de Sylvius viennent de Franciscus Sylvius (1614–1672) et non de Jacobus Sylvius.

#### Pathologie
Galien, qui se voulait aussi philosophe, est un auteur prolifique, dont les éléments de médecine pratique sont dispersés dans de nombreux ouvrages. Dubois effectue un travail de synthèse et de résumés, pour abréger, simplifier les textes médicaux et les rendre applicables en pratique réelle. Il existait déjà de nombreuses practica de santé médiévale, mais ces manuels restaient disparates, mêlant des éléments savants, avec des données empiriques populaires, magiques ou occultes. Dubois estime ainsi que l'astrologie est inutile pour les médecins.
Une partie de son œuvre est un retour pédagogique à Galien, qui se veut utile aux étudiants en médecine et aux praticiens de base. Dubois élabore des tables et des schémas, des plans de cours, que les étudiants pauvres pouvaient recopier entre eux et qui constituent de lointains ancêtres des polycopiés modernes. Il cherche à organiser le savoir médical en utilisant des dispositions typographiques particulières (arbres de classification en accolades).
Il fait un travail de précision de définitions, apportant des innovations, au moins de forme, dans la description de la phrenitis (encéphalite), de l'apoplexie, de la catalepsie… Il corrige les barbarismes, opérant une « purification » linguistique des textes. Il échange des mots arabes ou latins contre des mots grecs ou inversement, par exemple spasmus en convulsio, congelatio en catalepsis... Il n'hésite pas à simplifier un texte pour le rendre plus compréhensible, ou à introduire des précisions personnelles quand il estime que c'est nécessaire à la pratique médicale.

#### Thérapeutique
Dubois est partisan des remèdes simples, simplicia, c'est-à-dire basés sur une seule plante, et de préférence dans les plus communes et les moins coûteuses. Il s'oppose aux recettes composées, complexes, faites de produits rares et chers qui profitent plus aux apothicaires qu'aux malades, notamment aux apothicaires de Venise qui veulent reconstituer la thériaque. En cela, il critique ses contemporains arabistes trahissant l'enseignement d'Avicenne qui préférait aussi les produits locaux, les plus simples et les moins chers.
Comme les autres médecins de son époque qui cherchent un retour à Galien, Dubois ne peut se permettre d'ignorer la matière médicale arabe dans sa propre pratique. Il s'appuie donc sur l'autorité d'auteurs comme Mesué le jeune, en s'inspirant de Marco Gattinara (1442?–1496), professeur arabiste de l'université de médecine de Pavie. Il concilie sa pratique réelle avec sa fidélité à Galien, en faisant des auteurs qu'il suit et de leurs sources arabes une continuation véritable de Galien.
Dubois reconnait que la doctrine d'Hippocrate et de Galien est mise en défaut dans plusieurs domaines, notamment quand il s'agit de traiter la peste ou la suette anglaise. Il s'appuie alors sur la tradition médiévale, sur l'expérience des médecins de Montpellier, sur la sienne propre et finalement, comme il le dit lui-même, sur la seule aide véritable, le salut de Dieu.

#### Diététique
Dubois a écrit plusieurs traités de diététique consacrés aux problèmes de la pauvreté. Le premier, publié en 1542, est destiné aux étudiants pauvres, dont Dubois a fait partie. Dans sa préface, il explique que les étudiants pauvres souffrent de maladies sévères, à cause d'un mauvais régime et de remèdes mal utilisés. Il conseille alors l'hygiène et le rythme de vie quotidien adéquat d'un étudiant : coucher, sommeil, lever, aliments, boissons, habillement, exercices physiques, chauffage de la pièce d'étude et de la chambre à coucher, etc.
D'autres traités concernent la pauvreté en général, contre laquelle il ne peut donner aucun espoir de changement. Il essaie seulement d'aider à supporter la misère pour survivre. Ces traités sont des témoignages sur la condition et l'alimentation du petit peuple en France au XVIe siècle. En effet, à la fin du règne de François Ier, et sous le règne d'Henri II, les guerres d'Italie se terminent sur une grave crise économique et monétaire, accompagnée de disettes et pénuries de toutes sortes.
Pour Dubois, la médecine humorale de Galien donne des espoirs de survie. La faim et la soif ne dépendent pas tant de la situation sociale, que d'un mauvais équilibre des humeurs. Avec moins de nourriture, on peut maintenir un bon équilibre par un choix judicieux d'aliments, l'évitement des efforts physiques, et plus de sommeil (« qui dort dîne »). En dernière extrémité, il propose des eaux différemment aromatisées, et va jusqu'à prétendre qu'il serait possible de se nourrir d'odeurs et de parfums.

### Linguistique
Dubois est l'auteur de la « première grammaire du français écrite en France par un Français ». C'est en latin toutefois qu'il l'écrit, « pour que, dit-il, ces principes de notre langue puissent servir à la fois aux Anglais, aux Allemands, aux Italiens, aux Espagnols, à tous les étrangers enfin. » Ce texte serait une incursion isolée hors de la médecine si Dubois n'avait aussi composé quelques vers latins.
« Sylvius est l'initiateur de l'utilisation de l'apostrophe, du tréma et de l'accent circonflexe (qu'il place l'un et l'autre à cheval sur deux voyelles) et il propose un certain nombre de diacritiques, qu'il a pris soin d'appliquer à l'ensemble de son livre. »
Il reste opposé toute sa vie à l'utilisation du français dans les textes médicaux, car il estime que le français reste encore insuffisamment élaboré.

## Œuvres (sélection)
Les œuvres de Sylvius sont écrites en latin.

### Linguistique
- In linguam gallicam isagωge, una cum eiusdem Grammatica latino-gallica, ex hebræis, græcis et latinis authoribus, Paris, Robert Estienne, 1531 (MDZ, Gallica, Gallica)
  - Introduction à la langue française suivie d'une grammaire, traduction et notes de Colette Demaizière, Paris : Classiques Garnier Numérique : Champion Électronique

### Médecine
- In Hippocratis et Galeni Physiologiæ partem anatomicam isagoge, Christian Wechel, Jacob Gasell, 1541 ; Paris, Jean Hulpeau, 1555 ; Ægidium Gorbinum, Paris, 1561D'après Richard S. Westfall[44], qui considère que cet ouvrage est la contribution la plus importante de Dubois à l'anatomie, le livre s'appuie à la fois sur Galien, sur un peu de dissection et sur l'Anatomiæ liber introductorius[45] de Niccolò Massa (de)[46]
- De medicamentorum simplicium delectu, præparationibus, mistionis modo, Paris, 1542
  - La pharmacopée, qui est la manière de bien choisir et préparer les simples et de bien faire les compositions, trad. André Caille, Lyon, Louis Cloquemin, 1580 — Aussi l'édition de 1625 — Les simples sont les plantes médicinales.
- De victus ratione facili ac salubri pauperum scholasticorum libellus, 1542. Conseils diététiques aux étudiants pauvres.
- Adversus famen & victuum penuriam consilium, 1546 — Conseils diététiques en situation de disette.
- Ordo, et ordinis ratio in legendis Hippocratis et Galeni libris, Paris, Christian Wechel, 1548
- Methodus medicamenta componendi, ex simplicibus iudicio summo delectis, et arte certa paratis, Lyon, 1548 — Avec index. Il explique que celui qui ignore Galien n'a aucune idée de la pratique médicale.
- Morborum internorum prope omnium curatio : brevi methodo comprehensa…, Venise, 1548
- De re medica libri III [La chose médicale, en trois livres], 1550 — Traduction d'un texte d'Abū-Zakarīyā Yūḥannā Ibn-Māsawaih (777–857).
- Commentarius in Claudii Galeni duos libros de differentiis febrium [Commentaire sur les deux livres de Claude Galien portant sur les différences entre les fièvres], Venise, 1555
- De mensibus mulierum, et hominis generatione commentarius [Commentaire sur les règles des femmes et sur la génération humaine], 1556
- De studiosorum… tuenda valetudine libri II, 1574
- Opera medica, René Moreau (dir.), Jacques Chouët, 1631 — Œuvres médicales complètes.

### Listes d'œuvres
- Contenu des Opera
- Niceron, p. 97 — 34 titres, en plus des Œuvres complètes

## Compléments

### Sylvius dans la fiction
Ludovico Arrivabene, ancien élève de Dubois, a écrit un dialogue facétieux, Sylvius ocreatus (Dubois botté), paru en 1555, qui met en scène Charon, passeur des morts dans la mythologie, Sylvius (Jacques Dubois), Giovanni Battista Montano, connu pour son enseignement de la médecine à Padoue, et François Rabelais, que Dubois a rencontré.
Les bottes dont il est question sont celles que Dubois réclama sur son lit de mort. Comme Dubois avait une solide réputation de pingrerie, Arrivabene imagine qu'il se les a fait mettre pour traverser le Styx et ainsi éviter de verser son obole à Charon.
Le texte comporte un palmarès des médecins de l'époque.

### Éponymie
- Muscle carré plantaire (caro quadrata Sylvii, littéralement chair carrée de Sylvius) aussi appelé muscle fléchisseur accessoire des orteils[53],[54].